# Prostredné Jatky
Prostřední Jatky jsou skalnatý vrch v hlavním hřebeni Belianských Tater o nadmořské výšce 1984 m.

## Poloha
Nacházejí se v centrální části pohoří, mezi vrcholy Zadné Jatky a Přední Jatky. Jižně se nachází dolina Predné Meďodoly, severně masiv klesá k obci Ždiar.

## Přístup
Vrch je z důvodu ochrany přírody turisticky nepřístupný.